# Wesley Theological Seminary
Das Wesley Theological Seminary ist eine 1882 gegründete Hochschule der Evangelisch-methodistischen Kirche in Washington, D.C. Alle 530 Studierenden (Stand Herbst 2020) arbeiteten auf ihren ersten Studienabschluss hin. 55 % der Studierenden waren weiblich, 45 % männlich.

## Persönlichkeiten
- Canaan Banana (1936–2003), der 1980 der erste Präsident von Simbabwe wurde, hatte 1974 bis 1975 am Wesley Seminary studiert.[3]
- Ed Whitfield (* 1943), US-Politiker, studierte ebenfalls eine Zeitlang am Wesley Seminary